# Atletismo nos Jogos da Commonwealth de 2014

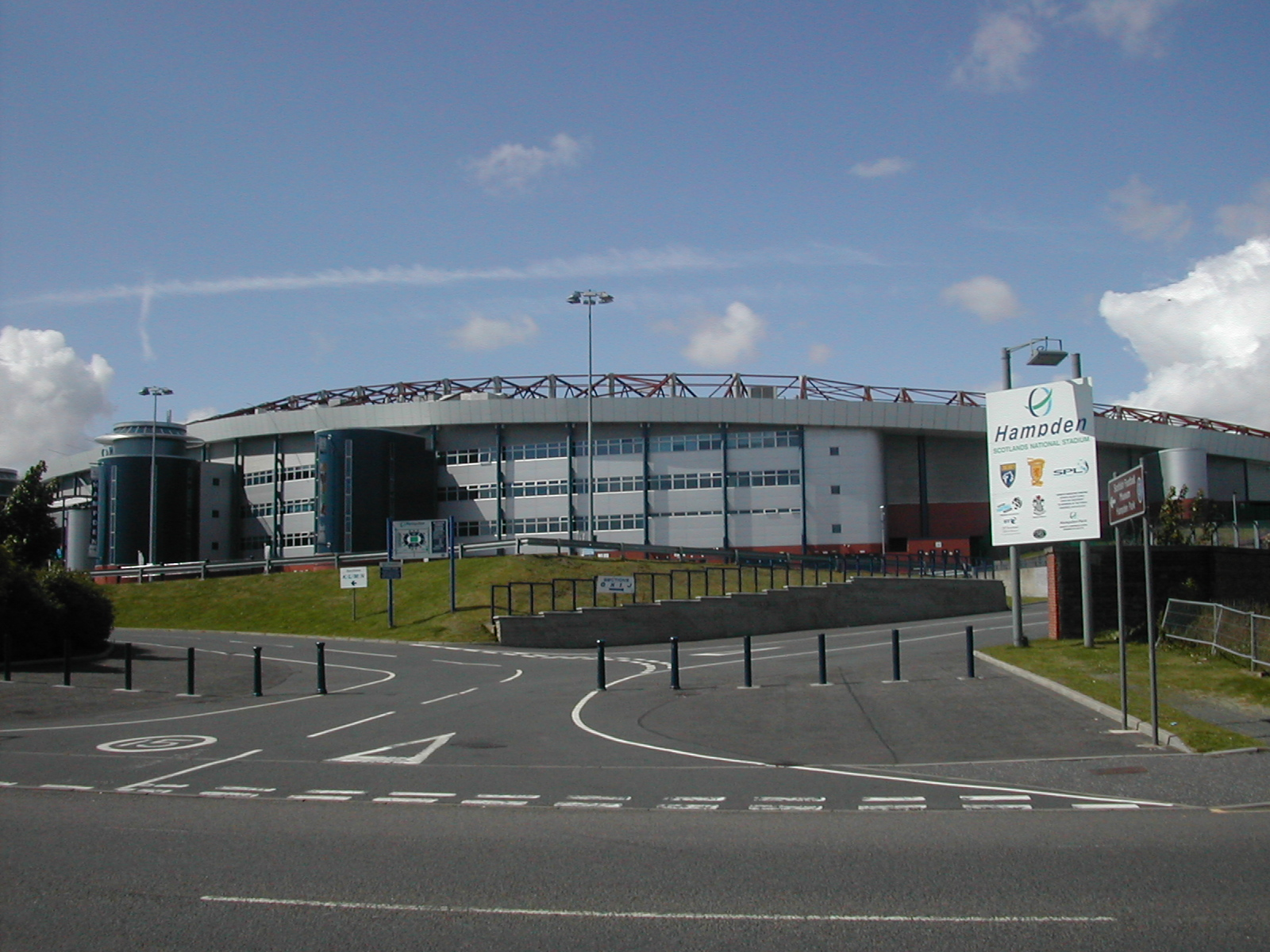
Hampden Park

O atletismo nos Jogos da Commonwealth de 2014 foi realizado em Glasgow, na Escócia, entre os dias 27 de julho a 2 de agosto. As provas de pista e campo foram disputadas no Hampden Park, enquanto a maratona teve seu percurso iniciado e finalizado no Glasgow Green. Um total de 50 eventos distribuíram medalhas, sendo que seis foram para atletas de elite com deficiência (EAD).

## Medalhistas
Masculino
| Evento                | Ouro                                                                            | Prata                                                                        | Bronze                                                                           |
| 100 metros            | Kemar Bailey-Cole JAM Jamaica                                                   | Adam Gemili ENG Inglaterra                                                   | Nickel Ashmeade JAM Jamaica                                                      |
| 200 metros            | Rasheed Dwyer JAM Jamaica                                                       | Warren Weir JAM Jamaica                                                      | Jason Livermore JAM Jamaica                                                      |
| 400 metros            | Kirani James GRN Granada                                                        | Wayde van Niekerk RSA África do Sul                                          | Lalonde Gordon TTO Trinidad e Tobago                                             |
| 800 metros            | Nijel Amos BOT Botsuana                                                         | David Rudisha KEN Quênia                                                     | Andre Olivier RSA África do Sul                                                  |
| 1500 metros           | James Kiplagat Magut KEN Quênia                                                 | Ronald Kwemoi KEN Quênia                                                     | Nick Willis NZL Nova Zelândia                                                    |
| 5000 metros           | Caleb Mwangangi Ndiku KEN Quênia                                                | Isiah Kiplangat Koech KEN Quênia                                             | Zane Robertson NZL Nova Zelândia                                                 |
| 10000 metros          | Moses Kipsiro UGA Uganda                                                        | Josphat Kipkoech Bett KEN Quênia                                             | Cameron Levins CAN Canadá                                                        |
| 3000 m com obstáculos | Jonathan Ndiku KEN Quênia                                                       | Jairus Birech KEN Quênia                                                     | Ezekiel Kemboi Cheboi KEN Quênia                                                 |
| 110 m com barreiras   | Andrew Riley JAM Jamaica                                                        | William Sharman ENG Inglaterra                                               | Shane Brathwaite BAR Barbados                                                    |
| 400 m com barreiras   | Cornel Fredericks RSA África do Sul                                             | Jehue Gordon TTO Trinidad e Tobago                                           | Jeffery Gibson BAH Bahamas                                                       |
| Decatlo               | Damian Warner CAN Canadá                                                        | Ashley Bryant ENG Inglaterra                                                 | Kurt Felix GRN Granada                                                           |
| Revezamento 4x100 m   | Jason Livermore Kemar Bailey-Cole Nickel Ashmeade Usain Bolt JAM Jamaica        | Adam Gemili Harry Aikines-Aryeetey Richard Kilty Danny Talbot ENG Inglaterra | Keston Bledman Marc Burns Rondel Sorrillo Richard Thompson TTO Trinidad e Tobago |
| Revezamento 4x400 m   | Conrad Williams Michael Bingham Daniel Awde Matthew Hudson-Smith ENG Inglaterra | Latoy Williams Michael Mathieu Alonzo Russell Chris Brown BAH Bahamas        | Lalonde Gordon Jarrin Solomon Renny Quow Zwede Hewitt TTO Trinidad e Tobago      |
| Maratona              | Michael Shelley AUS Austrália                                                   | Stephen Chemlany KEN Quênia                                                  | Abraham Kiplimo UGA Uganda                                                       |
| Salto com vara        | Steven Lewis ENG Inglaterra                                                     | Luke Cutts ENG Inglaterra                                                    | Shawnacy Barber CAN Canadá                                                       |
| Salto em altura       | Derek Drouin CAN Canadá                                                         | Kyriakos Ioannou CYP Chipre                                                  | Michael Mason CAN Canadá                                                         |
| Salto em distância    | Greg Rutherford ENG Inglaterra                                                  | Zarck Visser RSA África do Sul                                               | Rushwahl Samaai RSA África do Sul                                                |
| Salto triplo          | Khotso Mokoena RSA África do Sul                                                | Tosin Oke NGR Nigéria                                                        | Arpinder Singh IND Índia                                                         |
| Arremesso de peso     | O'Dayne Richards JAM Jamaica                                                    | Tom Walsh NZL Nova Zelândia                                                  | Tim Nedow CAN Canadá                                                             |
| Lançamento de martelo | Jim Steacy CAN Canadá                                                           | Nicholas Miller ENG Inglaterra                                               | Mark Dry SCO Escócia                                                             |
| Lançamento de disco   | Vikas Gowda IND Índia                                                           | Apostolos Parellis CYP Chipre                                                | Jason Morgan JAM Jamaica                                                         |
| Lançamento de dardo   | Julius Yego KEN Quênia                                                          | Keshorn Walcott TTO Trinidad e Tobago                                        | Hamish Peacock AUS Austrália                                                     |

Feminino
| Evento                | Ouro                                                                                          | Prata                                                                     | Bronze                                                                    |
| 100 metros            | Blessing Okagbare NGR Nigéria                                                                 | Veronica Campbell-Brown JAM Jamaica                                       | Kerron Stewart JAM Jamaica                                                |
| 200 metros            | Blessing Okagbare NGR Nigéria                                                                 | Jodie Williams ENG Inglaterra                                             | Bianca Williams ENG Inglaterra                                            |
| 400 metros            | Stephanie McPherson JAM Jamaica                                                               | Novlene Williams-Mills JAM Jamaica                                        | Christine Day JAM Jamaica                                                 |
| 800 metros            | Eunice Jepkoech Sum KEN Quênia                                                                | Lynsey Sharp SCO Escócia                                                  | Winnie Nanyondo UGA Uganda                                                |
| 1500 metros           | Faith Chepngetich Kibiegon KEN Quênia                                                         | Laura Weightman ENG Inglaterra                                            | Kate van Buskirk CAN Canadá                                               |
| 5000 metros           | Mercy Cherono KEN Quênia                                                                      | Janet Kisa KEN Quênia                                                     | Jo Pavey ENG Inglaterra                                                   |
| 10000 metros          | Joyce Chepkirui KEN Quênia                                                                    | Florence Kiplagat KEN Quênia                                              | Emily Chebet KEN Quênia                                                   |
| 3000 m com obstáculos | Purity Cherotich Kirui KEN Quênia                                                             | Milcah Chemos Cheywa KEN Quênia                                           | Joan Kipkemoi KEN Quênia                                                  |
| 100 m com barreiras   | Sally Pearson AUS Austrália                                                                   | Tiffany Porter ENG Inglaterra                                             | Angela Whyte CAN Canadá                                                   |
| 400 m com barreiras   | Kaliese Spencer JAM Jamaica                                                                   | Eilidh Child SCO Escócia                                                  | Janieve Russell JAM Jamaica                                               |
| Heptatlo              | Brianne Theisen-Eaton CAN Canadá                                                              | Jessica Zelinka CAN Canadá                                                | Jessica Taylor ENG Inglaterra                                             |
| Revezamento 4x100 m   | Kerron Stewart Veronica Campbell-Brown Schillonie Calvert Shelly-Ann Fraser-Pryce JAM Jamaica | Gloria Asumnu Blessing Okagbare Dominique Duncan Lawreta Ozoh NGR Nigéria | Asha Philip Bianca Williams Jodie Williams Ashleigh Nelson ENG Inglaterra |
| Revezamento 4x400 m   | Christine Day Novlene Williams-Mills Anastasia le-Roy Stephanie McPherson JAM Jamaica         | Patience George Regina George Ada Benjamin Folashade Abugan NGR Nigéria   | Christine Ohuruogu Shana Cox Kelly Massey Anyika Onuora ENG Inglaterra    |
| Maratona              | Flomena Cheyech Daniel KEN Quênia                                                             | Caroline Kilel KEN Quênia                                                 | Jess Trengove AUS Austrália                                               |
| Salto com vara        | Alana Boyd AUS Austrália                                                                      | Sally Peake WAL País de Gales                                             | Alysha Newman CAN Canadá Sally Scott ENG Inglaterra                       |
| Salto em altura       | Eleanor Patterson AUS Austrália                                                               | Isobel Pooley ENG Inglaterra                                              | Levern Spencer LCA Santa Lúcia                                            |
| Salto em distância    | Ese Brume NGR Nigéria                                                                         | Jazmin Sawyers ENG Inglaterra                                             | Christabel Nettey CAN Canadá                                              |
| Salto triplo          | Kimberly Williams JAM Jamaica                                                                 | Laura Samuel ENG Inglaterra                                               | Ayanna Alexander TTO Trinidad e Tobago                                    |
| Arremesso de peso     | Valerie Adams NZL Nova Zelândia                                                               | Cleopatra Borel TTO Trinidad e Tobago                                     | Julie Labonte CAN Canadá                                                  |
| Lançamento de martelo | Sultana Frizell CAN Canadá                                                                    | Julia Ratcliffe NZL Nova Zelândia                                         | Sophie Hitchon ENG Inglaterra                                             |
| Lançamento de disco   | Dani Samuels AUS Austrália                                                                    | Seema Punia IND Índia                                                     | Jade Lally ENG Inglaterra                                                 |
| Lançamento de dardo   | Kim Mickle AUS Austrália                                                                      | Sunette Viljoen RSA África do Sul                                         | Kelsey-Lee Roberts AUS Austrália                                          |

EAD masculino
| Evento                     | Ouro                                  | Prata                           | Bronze                       |
| 100 m T37                  | Fanie van der Merwe RSA África do Sul | Charl du Toit RSA África do Sul | Rhys Jones WAL País de Gales |
| 1500 m T54                 | David Weir ENG Inglaterra             | Kurt Fearnley AUS Austrália     | Alex Dupont CAN Canadá       |
| Lançamento de disco F42/44 | Dan Greaves ENG Inglaterra            | Aled Davies WAL País de Gales   | Richard Okigbazi NGR Nigéria |

EAD feminino
| Evento                    | Ouro                         | Prata                              | Bronze                     |
| 100 m T12                 | Libby Clegg SCO Escócia      | Maria Elisa Muchavo MOZ Moçambique | Lahja Ishitile NAM Namíbia |
| 1500 m T54                | Angela Ballard AUS Austrália | Diane Roy CAN Canadá               | Jade Jones ENG Inglaterra  |
| Salto em distância F37/38 | Jodi Elkington AUS Austrália | Bethy Woodward ENG Inglaterra      | Johanna Benson NAM Namíbia |

## Quadro de medalhas
| Ordem | País              | Medalha de ouro | Medalha de prata | Medalha de bronze | Total |
| ----- | ----------------- | --------------- | ---------------- | ----------------- | ----- |
| 1     | Quénia            | 10              | 10               | 3                 | 23    |
| 2     | Jamaica           | 10              | 3                | 6                 | 19    |
| 3     | Austrália         | 8               | 1                | 3                 | 12    |
| 4     | Inglaterra        | 5               | 13               | 9                 | 27    |
| 5     | Canadá            | 5               | 2                | 10                | 17    |
| 6     | África do Sul     | 3               | 4                | 2                 | 9     |
| 7     | Nigéria           | 3               | 3                | 1                 | 7     |
| 8     | Nova Zelândia     | 1               | 2                | 2                 | 5     |
| 9     | Escócia           | 1               | 2                | 1                 | 4     |
| 10    | Índia             | 1               | 1                | 1                 | 3     |
| 11    | Uganda            | 1               |                  | 2                 | 3     |
| 12    | Botswana          | 1               |                  |                   | 1     |
|       | Granada           | 1               |                  |                   | 1     |
| 14    | Trindade e Tobago |                 | 3                | 4                 | 7     |
| 15    | País de Gales     |                 | 2                | 1                 | 3     |
| 16    | Chipre            |                 | 2                |                   | 2     |
| 17    | Bahamas           |                 | 1                | 1                 | 2     |
| 18    | Moçambique        |                 | 1                |                   | 1     |
| 19    | Namíbia           |                 |                  | 2                 | 2     |
| 20    | Barbados          |                 |                  | 1                 | 1     |
|       | Granada           |                 |                  | 1                 | 1     |
|       | Santa Lúcia       |                 |                  | 1                 | 1     |
| TOTAL | TOTAL             | 50              | 50               | 51                | 151   |